# Adisak Waenlor
Adisak Waenlor (thailändisch อดิศักดิ์ แหวนหล่อ; * 6. Februar 1995 in Sisaket) ist ein thailändischer Fußballspieler.

## Karriere
Vor seiner Verpflichtung in Pattaya spielte der Verteidiger in Bangkok bei BEC-Tero Sasana. Für BEC-Tero Sasana spielte er neun Mal in der ersten Liga, der Thai Premier League. Bei Pattaya United kam er von 2017 bis 2018 in fünf Spielen zum Einsatz. Nach der Saison 2018 wechselte er zum Samut Prakan City FC nach Samut Prakan. Die Saison 2019 stand er beim Zweitligisten Nongbua Pitchaya FC in Nong Bua Lamphu unter Vertrag. Nach einer Saison wechselte er Anfang 2020 zum Drittligisten Udon United FC nach Udon Thani. Mit dem Klub spielte er in der dritten Liga. Hier trat Udon in der North/Eastern Region. Am Ende der Saison feierte er mit dem Verein die Meisterschaft. In den Aufstiegsspielen zur zweiten Liga konnte man sich nicht durchsetzen. Im Juni 2021 unterschrieb er in Lampang einen Vertrag beim Zweitligisten Lampang FC. Am Ende der Saison 2021/22 wurde er mit Lampang Tabellenvierte und qualifizierte sich für die Aufstiegsspiele zur ersten Liga. Hier konnte man sich gegen den Trat FC durchsetzen und stieg in die erste Liga auf. Nach einer Saison Erstklassigkeit musste er mit Lampang am Ende der Saison als Tabellenletzter wieder den Weg in die zweite Liga antreten. Nach dem Abstieg verließ er den Verein und schloss sich dem ebenfalls aus der ersten Liga abgestiegenen Nongbua Pitchaya FC an. Am Ende der Saison 2023/24 wurde er mit dem Klub Vizemeister und stieg direkt in die erste Liga auf. Am Ende der Saison 2024/25 belegte er mit Nongbua den 14. Tabellenplatz und musste somit in die zweite Liga absteigen.

## Erfolge
Udon United FC
- Thai League 3 – North/East: 2020/21

Nongbua Pitchaya FC
- Thailändischer Zweitligameister: 2023/24  ▲